# Swedish Fish

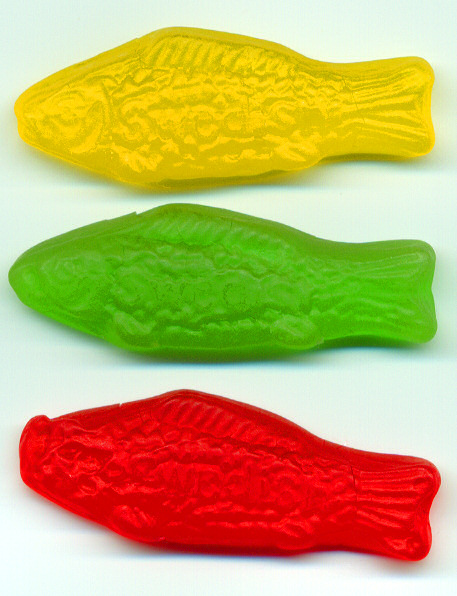
Gul, grön och röd Swedish Fish.

Swedish Fish (engelska för "svensk fisk") är ett fiskformat vingummigodis skapat av svenska Malaco och producerad av Cadbury Adams särskilt för den amerikanska marknaden. Swedish Fish produceras i flera olika färger och smaker, varav den röda är den vanligaste. På varje bit står ordet "Swedish".
Pastellfisk kallas varianten som säljs av Malaco som lösgodis och tillsammans med andra former av vingummin i Norden. Den finns också i olika färger, men bär texten "Malaco".

## Historia
Malaco började 1957 att exportera godis till USA med hjälp från distributören Jaret International. Inledningsvis exporterades mest lakrits. Så småningom togs särskilda produkter fram för den nya marknaden, utöver Swedish Fish även Swedish Berries ("svenska bär") och Swedish Shells ("svenska snäckor").
Varumärket Swedish Fish köptes 2005 av Cadbury Adams. Produktionen är förlagd till Hamilton i Ontario.